# Eve Babitz
Eve Babitz (Los Angeles, 13 maggio 1943 – Westwood, 17 dicembre 2021) è stata una scrittrice statunitense, conosciuta soprattutto per le sue memorie fittizie e il suo rapporto con l'ambiente culturale di Los Angeles.

## Biografia
Babitz è nata a Hollywood in California, figlia di Mae, artista, e Sol Babitz, violinista classico a contratto con la 20th Century Fox. Suo padre era di origine russo-ebraica e sua madre aveva ascendenza Cajun. I genitori di Babitz erano amici del compositore Igor' Fëdorovič Stravinskij, che è stato il suo padrino. Nel 1963, il suo primo contatto con la notorietà fu una sua foto (di Julian Wasser): lei ventenne nuda che gioca a scacchi con Marcel Duchamp, in occasione della sua storica retrospettiva al Norton Simon Museum. La mostra fu curata da Walter Hopps, con il quale Babitz all'epoca aveva una relazione . La fotografia è descritta dallo Smithsonian Archives of American Art come tra le immagini documentarie chiave dell'arte moderna americana.
Babitz ha iniziato la carriera come artista, lavorando nell'industria musicale per Ahmet Ertegün a Atlantic Records, realizzando copertine di album. Alla fine degli anni '60, disegnò copertine di album per Linda Ronstadt, The Byrds, e Buffalo Springfield. La sua copertina più famosa è stata un collage per l'album del 1967 Buffalo Springfield Again. A causa delle sue idee sulla sessualità, nella scrittura e nella vita, gran parte della stampa nel corso degli anni ha sottolineato i suoi vari legami romantici con uomini famosi, tra cui il cantante/poeta Jim Morrison, gli artisti (e fratelli) Ed Ruscha e Paul Ruscha, il comico e scrittore Steve Martin, l'attore Harrison Ford e lo scrittore Dan Wakefield e altri. È apparsa nel libro d'arte di Ed Ruscha Five 1965 Girlfriends. È stata paragonata a Edie Sedgwick, pupilla di Andy Warhol alla The Factory di New York.
I suoi articoli e racconti sono apparsi su Rolling Stone, The Village Voice, Vogue, Cosmopolitan e Esquire . È autrice di diversi libri, tra cui Eve's Hollywood; Slow Days, Fast Company; Sex and Rage; Two By Two e L.A. Woman. Trascurando la sua particolare combinazione di fiction e memorie a partire da Eve's Hollywood, la scrittura di Babitz di questo periodo è indelebilmente segnata dalla scena culturale di Los Angeles di quel periodo, con numerosi riferimenti e interazioni con artisti, musicisti, scrittori, attori e varie altre figure della scena negli anni sessanta, settanta e ottanta.
Nel 1997 Babitz rimase gravemente ferita quando la brace di un sigaro che fumava le  incendiò la gonna, causando ustioni di terzo grado su metà del suo corpo. Poiché non aveva assicurazione sanitaria, amici e familiari organizzarono un'asta per raccogliere fondi per le spese mediche. Amici ed ex amanti hanno donato contanti e opere d'arte per aiutarla a pagare il suo lungo recupero. Babitz è diventata un po' più riservata dopo questo incidente, ma era ancora disposta ad essere intervistata in alcune occasioni. Per esempio, in un'intervista con Ron Hogan di Beatrice, nel 2000, Babitz ha dichiarato: "Ho altri libri su cui sto lavorando". Alla domanda di Hogan su cosa sarebbero stati quei libri, Babitz rispose: "La fiction in un caso, la saggistica nell'altro. Il libro di saggistica riguarda le mie esperienze in ospedale. L'altro è una versione fittizia della vita dei miei genitori a Los Angeles, la parte russa ebraica di mio padre e la parte francese di mia madre Cajun". Al 2019, questi libri rimangono inediti, nonostante la ristampa di memorie, romanzi e raccolte di racconti di Babitz, da parte degli editori New York Review Books, Simon & Schuster e Counterpoint Press negli ultimi anni.

## Giudizi critici
Le storie e i saggi picareschi di Babitz esplorano una storia d'amore che dura da tutta la vita con la città di Los Angeles. La sua opera rappresenta la compenetrazione tra finzione e realtà che caratterizza l'immaginario di Los Angeles. Un'onestà giocosa ma brutale pervade gran parte del suo lavoro. La scrittrice Deborah Schapiro, in un recente saggio sul primo libro di Babitz, scrive: Quella mondanità è anche nella sua voce, che è sicura di sé ma allo stesso tempo simpatica, sfacciata e voluttuosa, ma con la giusta dose di ironia. I romanzieri Joseph Heller e Bret Easton Ellis erano entrambi fan del suo lavoro, e quest'ultimo ha scritto: In ogni libro che scrive, l'entusiasmo di Babitz per L.A. e le sue sottoculture è pienamente visibile.

## Opere

### Narrativa
Le informazioni dell'editore si riferiscono solo alla prima pubblicazione. Alcuni dei libri sono stati ristampati.
- Eve's Hollywood., Delacorte Press/S. Lawrence, 1974, ISBN 0440023394, OCLC 730792.
- Slow Days, Fast Company: The World, the Flesh, and L.A., Knopf, 1977, ISBN 0394409841, OCLC 2645787.
  -  Slow Days, Fast Company: Il mondo, la carne. L.A., Romanzo Bompiani, 2017, ISBN 9788845293665, OCLC 1045918041.
- Sex & Rage: Advice to Young Ladies Eager for a Good Time, Knopf, 1979, ISBN 0394425812, OCLC 4883290.
  -  Sex & Rage: Consigli a giovani donne che hanno voglia di divertirsi, Romanzo Bompiani, 2019, ISBN 9788845297199.
- L.A. Woman, Linden Press/Simon & Schuster, 1982, ISBN 0671420860, OCLC 8110896.
  -  L.A. Woman, Romanzo Bompiani, 2021, ISBN 9788845297212.
- Black Swans: Stories, A.A. Knopf, 1993, ISBN 0679405186, OCLC 27067318.

### Saggistica
- Fiorucci: The Book, Harlin Quist, 1980, ISBN 0825226082, OCLC 6423373.
- Two by Two: Tango, Two-Step, and the L.A. Night, Simon & Schuster, 1999, ISBN 0684833921, OCLC 41641459.
- I Used to Be Charming: The Rest of Eve Babitz (2019). New York, NY: New York Review of Books ISBN 9781681373799 OCLC 1100441110